# Asesinato de Aniah Blanchard
Aniah Blanchard (Northport, Alabama; 22 de junio de 2000 - fallecida en octubre de 2019) fue una joven estadounidense que fue dada por desaparecida el 24 de octubre de 2019. Su último avistamiento fue en una gasolinera Chevron en Auburn (Alabama), la noche anterior. Un testigo afirmó haber visto el secuestro de Blanchard. Su cuerpo fue encontrado en el condado de Macon, en el mismo estado, un mes después de su desaparición. Se determinó que la causa de la muerte fue una herida de bala. Un sospechoso, identificado como Ibraheem Yazeed, fue detenido y acusado del asesinato. 
En enero de 2021, Yazeed estaba detenido en la cárcel del condado de Lee sin fianza y su audiencia preliminar se retrasó debido al bloqueo por la pandemia de COVID-19. El 15 de noviembre de 2022 fue acusado por un gran jurado de tres cargos de asesinato capital, y el 6 de marzo de 2023 se declaró no culpable de los tres cargos. Los fiscales pidieron para él la pena de muerte.
La muerte de Blanchard atrajo la atención nacional y la cobertura de los medios de comunicación y llevó a la creación de la "ley de Aniah", que reformaba el sistema de fianzas de Alabama.

## Antecedentes
Aniah Haley Blanchard era hija de Elijah Blanchard y de Angela Haley-Harris, quien se casó en segundas nupcias con Walt Harris, luchador de peso pesado de la UFC. Blanchard se graduó en el instituto Homewood High School, donde jugaba al sóftbol. En el momento de su muerte, estudiaba educación infantil en el Southern Union State Community College. Tenía previsto matricularse en la Universidad de Auburn.

## Desaparición, investigación y arresto
Blanchard fue reportada como desaparecida ante la policía de Auburn el 24 de octubre de 2019. Había sido vista por última vez por un familiar la noche del día anterior. Blanchard y su compañera de cuarto intercambiaron varios mensajes de Snapchat a altas horas de la noche. A las 23:09, Blanchard informó a su compañera de piso de que estaba a punto de llegar a casa. Media hora más tarde, Blanchard le dijo a su compañera de piso que estaba con un hombre llamado Eric, al que acababa de conocer.
La actividad telefónica de Blanchard terminó a las 23:47 horas. El 3 de junio de 2020, el detective de la policía de Auburn Josh Mixon testificó en una audiencia preliminar que el teléfono murió o se apagó en el área del Clarion Inn en South College Street. La compañera de cuarto y los padres de Blanchard encontraron que su comportamiento era "poco característico"; y no está claro si la propia Blanchard había, de hecho, enviado los mensajes.
Un video de vigilancia mostró a Blanchard en la gasolinera Chevron en Auburn en las últimas horas de la noche del 23 de octubre. Aunque el teléfono de Blanchard no ha sido recuperado, la policía pudo utilizar registros para rastrear el movimiento de su teléfono. El teléfono salió de una gasolinera Murphy Oil y viajó en dirección a Longleaf Drive y Cox Road en Auburn hacia una subdivisión. Luego bajó por Wire Road hasta Shug Jordan Parkway, de vuelta a la zona de la gasolinera. Desde allí, se dirigió hacia el norte por South College Street hacia Auburn Camp Road durante un breve periodo antes de oscurecer en la zona de Clarion Inn. El vehículo de Blanchard fue visto por última vez en vídeo en un lector de placas cerca de la interestatal 85, justo al sur de Veterans Boulevard y South College Street.
La desaparición de Blanchard dio lugar a un gran esfuerzo para localizarla. El 30 de octubre, se formó un grupo de trabajo de varias agencias policiales, entre ellas el FBI, el Departamento de Seguridad Nacional y el Departamento de Ciencias Forenses de Alabama. La desaparición y el posterior esfuerzo por encontrar a Blanchard recibieron cobertura mediática nacional. El 25 de octubre, las autoridades encontraron el vehículo siniestrado de Blanchard.
El Honda CR-V negro de 2017, que según la policía parecía estar "desordenado", había sido abandonado cerca de un complejo de apartamentos en Montgomery y contenía pruebas de "juego sucio", concretamente sangre en el asiento del pasajero delantero. La sangre, que el Departamento de Ciencias Forenses de Alabama confirmó que era la de Blanchard, "indicaba que alguien había sufrido lesiones que habían puesto en peligro su vida". Además de sangre, los investigadores encontraron un agujero de bala en la puerta del acompañante y casquillos de bala en el portavasos izquierdo. La policía también informó de que había olor a solución limpiadora, como amoniaco o Clorox.
El 6 de noviembre, el Departamento de Policía de Auburn hizo pública una imagen de un vídeo de vigilancia de una "persona de interés". Al día siguiente, la persona de interés fue identificada como Ibraheem Yazeed, de 29 años, de Montgomery (Alabama). El vídeo de vigilancia mostraba que estaba en la tienda al mismo tiempo que Blanchard. Se le ve comprando alcohol y mirando en dirección a la joven. También se le ve saliendo del lado del pasajero del vehículo de Blanchard. El vídeo de vigilancia de otra gasolinera muestra cómo vuelve a entrar en el lado del pasajero del coche de Blanchard. Blanchard y Yazeed son vistos saliendo juntos de la gasolinera. Además de las imágenes de vigilancia, un testigo supuestamente vio a Blanchard y Yazeed interactuando fuera de la tienda cerca del coche de ella. El testigo también afirmó haber visto cómo la obligaba a entrar en el coche en contra de su voluntad y luego se marchaba con ella en el vehículo.
Según los detectives, el testigo contó lo sucedido a un compañero, pero éste le dijo que se metiera en sus asuntos. Yazeed habría dicho a otro testigo que tenía el vehículo de Blanchard, pero que no permitiría que el testigo viera a Blanchard en ese momento. El testigo también afirma que Yazeed dijo que había disparado a una chica después de que ella "fuera a por la pistola". En el momento de la muerte de Blanchard, Yazeed estaba en libertad bajo fianza de 295 000 dólares. Había sido acusado de posesión de marihuana, robo, secuestro e intento de asesinato. Los cargos están relacionados con un presunto crimen en enero de 2019, durante el cual cuatro asaltantes robaron y golpearon a dos hombres en un hotel de Montgomery.
Según los informes, una de las víctimas, un hombre de 77 años, quedó "inconsciente, sin respuesta, gravemente herido y al borde de la muerte". El sospechoso también está acusado de intentar matar a dos agentes de policía en 2012 embistiendo su coche contra el de ellos y fue detenido en 2017 por agresión con agravantes a un agente de policía. En junio de 2020, Yazeed fue acusado del asesinato de Stephen Hamby en 2018. También fue acusado del intento de asesinato de una mujer que recibió un disparo en la cara durante el incidente en el que murió Hamby.
El 7 de noviembre, la policía emitió una orden de arresto contra Yazeed por sospecha de secuestro en primer grado. Una pista llevó a la policía a Pensacola (Florida); y el Grupo de Trabajo Regional de Fugitivos de Florida lo localizó cerca de la salida de Pine Forest Road de la Interestatal 10. El sospechoso huyó a pie y se negó a obedecer las órdenes verbales de los Marshall, lo que les llevó a "sacarlo físicamente de su escondite". Fue trasladado a la cárcel del condado de Escambia y posteriormente accedió a ser extraditado de nuevo a Alabama.
Desde entonces se encuentra recluido en la cárcel del condado de Lee sin fianza. Fue trasladado a régimen de aislamiento después de que sus abogados presentaran documentos judiciales en los que alegaban que estaba amenazado de muerte. Un juez ha determinado que existe suficiente causa probable para proceder a las audiencias del gran jurado. El juez también dictó una orden de silencio que impedía a los abogados, fiscales y testigos de Yazeed hablar con los medios de comunicación sobre el caso.
El 22 de noviembre, la policía detuvo a Antwain "Squirmy" Fisher, alegando que se había deshecho de pruebas y había proporcionado transporte a Yazeed. Fisher ya había cumplido tres años de prisión por su participación en un asesinato relacionado con un asunto de drogas. El 25 de noviembre, la policía detuvo a un tercer sospechoso, David Johnson Jr. y lo acusó de obstaculizar el procesamiento. Los cargos contra Fisher y Johnson fueron desestimados posteriormente. Con respecto a la desestimación de los cargos de Fisher, el fiscal de distrito Brandon Hughes declaró que "se determinó que la conducta de Fisher no alcanzó el nivel de responsabilidad de cómplice como se le acusó originalmente y como exige la ley de Alabama".
En junio de 2020, se reveló que Fisher había hablado con los investigadores sobre el crimen. Según Fisher, Yazeed acudió a la casa de David Johnson el 24 de octubre de 2019, entre las 5 y las 6 de la mañana aproximadamente. Fisher afirmó haber visto el vehículo de Blanchard aparcado cerca de unos arbustos durante ese tiempo. Yazeed supuestamente le dijo a Fisher que necesitaba más gasolina para el vehículo de Blanchard. Fisher llevó a Yazeed a la gasolinera, donde compraron gasolina antes de volver a la residencia de Johnson. Yazeed supuestamente informó a Fisher de que necesitaba recoger algo y Fisher le condujo hacia el norte por la Interestatal 85 en dirección a Shorter. 
Fisher dijo que la pareja se detuvo en Montgomery, donde Yazeed obtuvo el artículo que quería, un tipo de rifle de asalto. A continuación, los dos se dirigieron supuestamente a un cementerio junto a la Interestatal 85. Allí, Fisher afirmó haber visto a Yazeed arrastrar lo que parecían ser dos piernas envueltas en un edredón. Yazeed habría pasado algún tiempo en el bosque antes de regresar al vehículo. Fisher afirmó que se enfrentó a Yazeed y le dijo algo así como "dime que eso no es un cadáver", a lo que Yazeed respondió: "no se volverá contra ti y tu familia".
El 25 de noviembre se encontraron restos humanos en el condado de Macon, en el bosque junto a la carretera 2 del condado.
Los investigadores descubrieron un cráneo, que parecía tener un agujero de bala en la parte superior. Junto con los restos había ropa similar a la que Blanchard había sido visto por última vez, así como un proyectil de plomo. El 27 de noviembre, los restos fueron identificados como los de Blanchard. La autopsia determinó que Blanchard había muerto por herida de bala. Los cargos contra Yazeed pasaron entonces de secuestro en primer grado a asesinato capital. Con dichas novedades, acabó enfrentándose a dos cargos de asesinato capital, uno por cometer un asesinato en un coche mediante el uso de un arma mortal mientras la víctima se encontraba en el mismo, y un segundo por comisión de asesinato durante un secuestro en primer grado. La oficina del fiscal Hughes solicitó la pena de muerte.
Se programó una vista preliminar para marzo. Posteriormente se trasladó a abril, pero se volvió a posponer debido al brote de COVID-19. Durante la vista, que finalmente se celebró el 3 de junio, el detective de la policía de Auburn Josh Mixon prestó testimonio sobre el caso. Los abogados de la defensa rebatieron la afirmación de la acusación de que el crimen se cometió en el condado de Lee. Tras escuchar las pruebas, el juez Russell Bush encontró causa probable para enviar el caso a un Gran Jurado del condado de Lee.
El 23 de marzo, Yazeed agredió presuntamente a varios funcionarios de prisiones. Fue acusado de agresión en segundo grado.

## Hechos posteriores
La desaparición y muerte de Blanchard atrajo la atención nacional y la cobertura de los medios de comunicación. La gobernadora de Alabama, Kay Ivey, emitió una proclama autorizando una recompensa de 5 000 dólares por información que condujera a una detención y condena. El presidente de la UFC, Dana White, se comprometió a aportar otros 25 000 dólares a la recompensa de Ivey, y una fuente anónima ofreció otros 5 000. La recompensa se elevó posteriormente a más de 105 000 dólares, y gran parte del dinero procedía de la UFC y de sus seguidores.
La muerte de Blanchard llevó a la creación de la Ley de Aniah, que reforma las leyes de fianza de Alabama, ya que su asesino acusado, Ibraheem Yazeed, había quedado en libertad bajo fianza cuando Aniah fue asesinada. La Constitución de Alabama garantiza el derecho a la libertad bajo fianza a todos los acusados, excepto a los acusados de delitos punibles con la pena capital. A Yazeed se le había concedido la libertad bajo fianza tras ser acusado de secuestro e intento de asesinato, que no son delitos punibles con la pena capital. 
La Ley de Aniah ampliaría la excepción a otros delitos graves, como incendio provocado, robo con allanamiento de morada, violencia doméstica, maltrato infantil con agravantes, agresión, robo, secuestro, trata de personas, violación, sodomía, tortura sexual, terrorismo y asesinato. Los fiscales podrían solicitar una vista sobre la fianza, que el juez podría conceder o denegar. Si se celebrara la vista, el acusado podría declarar, presentar testigos e interrogar a los testigos. Los fiscales tendrían que demostrar que el acusado presenta riesgo de fuga o constituye una amenaza para la seguridad de la comunidad. El juez podría optar por conceder o denegar la libertad bajo fianza.
Los padres y padrastros de Blanchard han hablado con los legisladores en apoyo de la ley. En febrero de 2020, la Cámara de Representantes de Alabama votó 104 a 0 a favor de la Ley de Aniah. En abril de 2021, el Senado de Alabama la aprobó por una votación de 30 a 0. En junio de 2021, la gobernadora Kay Ivey firmó la Ley de Aniah. A partir del 8 de noviembre de 2022, la Ley de Aniah, Proyecto de Ley de la Cámara 81, fue aprobada por los votantes de Alabama.